# Fritz Kopperschmidt
Fritz Kopperschmidt (* 22. Dezember 1939 in Hamburg; † 16. Februar 2011) war ein deutscher Regattasegler.

## Biografie
Fritz Kopperschmidt trat bei den Olympischen Spielen 1964 zusammen mit Herbert Reich und Eckart Wagner in der 5,5-m-R-Klasse an. Die Crew belegte mit dem Boot Subbnboana in Fujisawa den fünften Rang. Allerdings wurde Kopperschmidt nach der dritten Regatta krankheitsbedingt durch Uwe Mares ersetzt. 1966 und 1967 startete Kopperschmidt zusammen mit Wagner bei den Weltmeisterschaften mit dem Starboot. Beide Male erreichten die beiden die Top zehn, konnten jedoch keine Medaille ergattern. Auch bei den Olympischen Sommerspielen 1968 in Mexiko-Stadt nahmen Kopperschmidt und Wagner teil. Bei der Regatta in Acapulco belegte das Duo den zwölften Rang.